# Dorfkirche Schönfließ (Oberhavel)

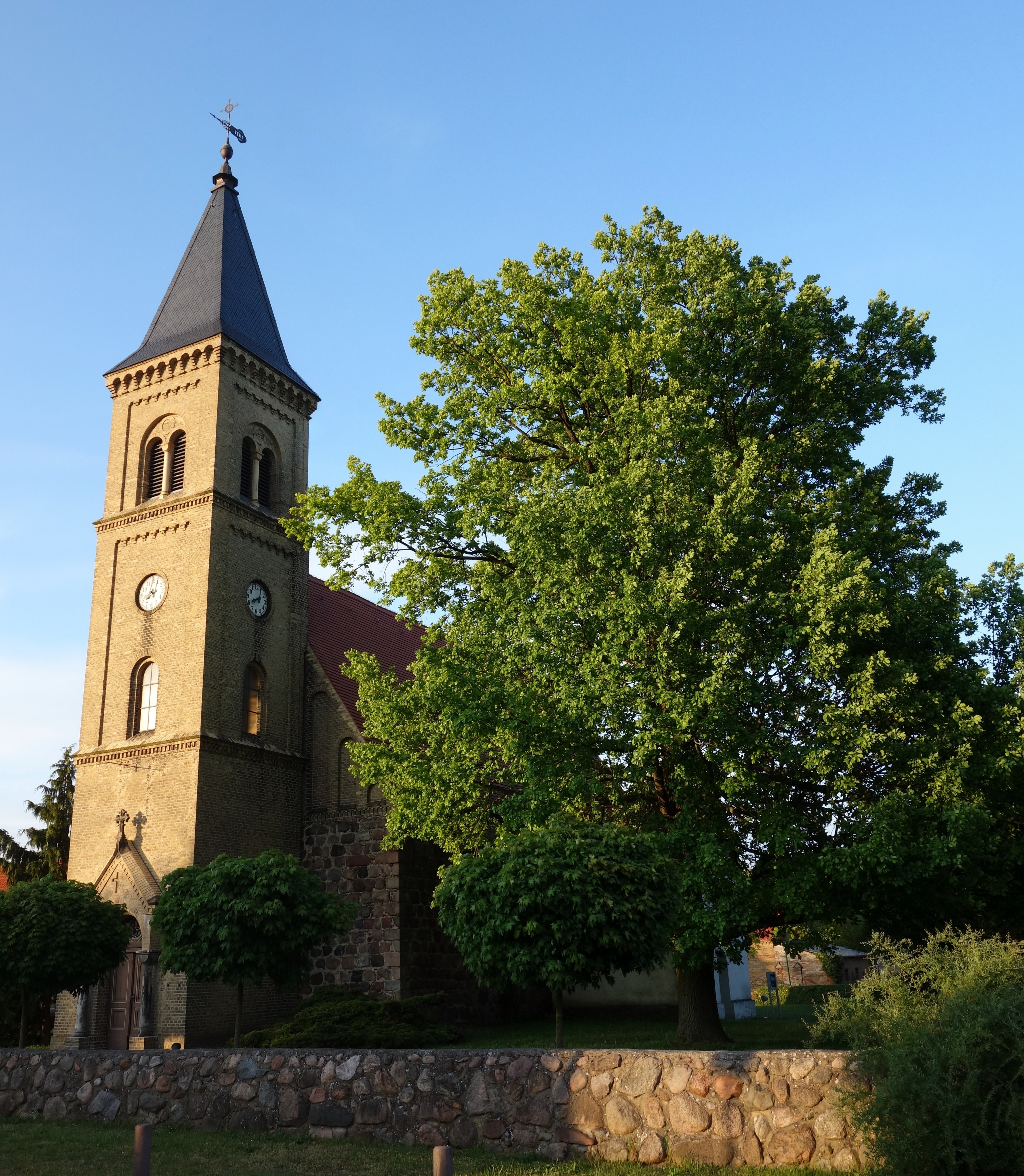
Dorfkirche Schönfließ (Oberhavel)

Die evangelische, denkmalgeschützte Dorfkirche Schönfließ steht in Schönfließ, einem Ortsteil der Gemeinde Mühlenbecker Land im Landkreis Oberhavel in Brandenburg. Die Kirchengemeinde Bergfelde-Schönfließ gehört zum Kirchenkreis Berlin Nord-Ost der Evangelischen Kirche Berlin-Brandenburg-schlesische Oberlausitz.

## Beschreibung
Das Langhaus der Saalkirche wurde in der ersten Hälfte des 13. Jahrhunderts aus Feldsteinen gebaut und ist damit eines der ältesten Bauwerke im Landkreis Oberhavel. Um 1700 wurden die Fenster am Langhaus vergrößert, während die Dreifenstergruppe an der Ostwand mit ihren schmalen Lanzettfenstern aus der Bauzeit stammt. Der dreigeschossige neuromanische Kirchturm aus gelben Backsteinen wurde 1877/1878 im Westen angefügt. Sein erstes Obergeschoss beherbergt die Turmuhr, sein zweites hinter den als Biforien gestalteten Klangarkaden den Glockenstuhl, in dem drei mittelalterliche Kirchenglocken hängen.
Das Bauwerk ist im Jahr 2024 sanierungsbedürftig. Bei Grabungen an der Außenseite der Nordwand konnten Archäologen eine Grablege aus dem 16. Jahrhundert sichern. Im Innenraum wurde unter mehreren Putzschichten ein mittelalterliches Kreuz freigelegt. Geplant ist, nach der Sanierung der Nordwand auch die übrigen Wände einschließlich der Fenster zu restaurieren. Im Innenraum soll eine Drainage installiert werden, um die bestehenden Feuchtigkeitsprobleme zu beseitigen. Die Kosten für jeden der drei Bauabschnitte werden auf je 140.000 Euro geschätzt und sollen drei Jahre andauern.
Der Innenraum des Langhauses ist mit einer Flachdecke überspannt, die von stuckierten Vouten gerahmt ist. Auf der Mensa befindet sich ein Altarretabel, dessen drei Gemälde die Kreuzigung, die Taufe und das Jüngste Gericht darstellen. Auf der Predella ist ein Bild des Abendmahls zu sehen. Auf der Südseite befindet sich eine ursprünglich verglaste Patronatsloge mit dem Allianzwappen derer von Broesigke und derer von Bredow. An der Ostwand steht ein Sakramentshaus.
Die Orgel auf der Empore im Westen wurde 1899 von Wilhelm Sauer in einen Prospekt von 1785 eingebaut.